# Випасси Будда
В буддийской традиции Випасси (пали Vipassī, санскр. Vipaśyin) — двадцать второй из двадцати восьми будд прошлого, описанных в 27 главе «Буддхавамсы». «Буддхавамса» — это буддийский текст, описывающий жизнь Будды Гаутамы и двадцати семи предшествовавших ему будд. Это четырнадцатая книга Кхуддака-никаи, которая, в свою очередь, является частью Сутта-питаки, входящей в Палийский канон буддизма тхеравады.
Випасси был третий и последний будда Аламкаракальпы, ему предшествовал Пхусса, а за Випасси следовал Сикхи.

## Этимология
Палийское слово Vipassī имеет санскритскую форму Vipaśyin. Vi (хорошо) и passī (видел) вместе означают «ясно видевший». Это слово принадлежит к тому же семейству, что и термин випассана (созерцание). Этот будда был назван так потому, что у него были большие глаза, ясное видение как днем, так и ночью, а также он обладал способностью проникновения в суть вечных сложных обстоятельств и очень глубоких теорий.

## Биография
Согласно «Буддхавамсе», а также традиционной буддийской легенде и мифологии, Будда Випасси жил за 91 кальпу до нашего времени, что составляет многие миллионы лет. Во времена Будды Випасси продолжительность жизни людей составляла 84 000 лет.
Випасси родился в Бандхумати в парке Кхема на территории современной Индии. Его семья принадлежала к варне кшатриев, которая составляла правящую и военную элиту ведического периода. Его отцом был вождь воинов Бандхума, мать звали Бандхумати. Его женой была Сутану и у него был сын по имени Самаваттаккхандха.
Випасси 8000 лет жил как домохозяин во дворцах Нанды, Сунанды и Сиримы. Отказавшись от мирской жизни, он выехал из дворца на колеснице. Випасси практиковал аскезу в течение восьми месяцев, прежде чем достиг просветления под деревом Ajapāla nigrodha. Незадолго до обретения состояния будды он принял чашу молочного риса, предложенную дочерью Судассана-сеттхи, и траву для своего сидения от стражника по имени Суджата.
Источники расходятся относительно продолжительности жизни Випасси. Сообщается, что он умер в парке Сумитта в возрасте 80 000 или 100 000 лет. Его мощи хранились в ступе высотой в семь йоджан, что примерно равно 56 миль (90 км).

## Физические характеристики
Випасси был ростом 80 локтей, что примерно составляет 121 фут (37 м), а его тело излучало свет на расстояние семи йоджан.

## Учения
Випасси произнёс свою первую проповедь в Кхамамигадайе перед 6 800 000 учениками, вторую проповедь слушали 100 000 учеников, свидетелями третьей проповеди стали 80 000 учеников.
Двумя его главными учениками-мужчинами были Кханда и Тисса, а двумя его главными ученицами-женщинами были Чанда и Чандамитта. Личного помощника звали Ашока. Его мирскими покровителями были Пунаббасуммитта и Нага, а покровительницами Сирима и Уттара. Мендаки (тогда его звали Авароджа) построил для него Гандхакути (ароматный павильон). Випасси выполнял упосатху раз в семь лет, и сангха следовала этому распорядку.